# Dasyatis garouaensis
Dasyatis garouaensis là một loài cá trong họ Dasyatidae, thường thấy ở Nigeria và Cameroon.